# Ceratophaga obnoxia
Ceratophaga obnoxia är en fjärilsart som beskrevs av Edward Meyrick 1917. Ceratophaga obnoxia ingår i släktet Ceratophaga och familjen äkta malar. Inga underarter finns listade i Catalogue of Life.